# Trachydium
Trachydium es un género de plantas perteneciente a la familia de las apiáceas. Comprende 65 especies descritas y de estas, solo 7 aceptadas.

## Taxonomía
El género fue descrito por John Lindley y publicado en Illustrations of the Botany ... of the Himalayan Mountains ... 232. 1835. La especie tipo es: Trachydium roylei Lindl.	

## Algunas especies
A continuación se brinda un listado de las especies del género Trachydium descritas hasta julio de 2013, ordenadas alfabéticamente. Para cada una se indica el nombre binomial seguido del autor, abreviado según las convenciones y usos.
- Trachydium involucellatum Shan & F.T. Pu
- Trachydium roylei Lindl.
- Trachydium simplicifolium W.W. Sm.
- Trachydium subnudum C.B. Clarke ex H. Wolff
- Trachydium tianshanicum Korovin
- Trachydium tibetanicum H. Wolff
- Trachydium trifoliatum H. Wolff